# Matriu acompanyant
En àlgebra lineal, la matriu acompanyant de Frobenius del polinomi mònic
{\displaystyle p(t)=c_{0}+c_{1}t+\cdots +c_{n-1}t^{n-1}+t^{n}~,}
és la matriu quadrada definida per
{\displaystyle C(p)={\begin{bmatrix}0&0&\dots &0&-c_{0}\\1&0&\dots &0&-c_{1}\\0&1&\dots &0&-c_{2}\\\vdots &\vdots &\ddots &\vdots &\vdots \\0&0&\dots &1&-c_{n-1}\end{bmatrix}}.}
Amb aquesta convenció, i escrivint la base com {\displaystyle v_{1},\dots ,v_{n}}, tenim {\displaystyle Cv_{i}=C^{i}v_{1}=v_{i+1}} (per {\displaystyle i<n}), i {\displaystyle v_{1}} genera V com a {\displaystyle K[C]}-mòdul: C vectors base de cicles.
Alguns autors usen la transposada d'aquesta matriu, que és més convenient per algunes utilitats, com ara les recurrències.

## Caracterització
Tant el polinomi característic com el polinomi minimal de C(p) són iguals a p; en aquest sentit, la matriu C(p) és l'"acompanyant" del polinomi p.
Si A és una matriu n×n a entrades en algun cos K, llavors les següents afirmacions són equivalents:
- A és semblant a la matriu acompanyant sobre K del seu polinomi característic.
- El polinomi característic de A coincideix amb el polinomi minimal de A; equivalentment, el polinomi minimal té grau n.
- Existeix un vector cíclic v a {\displaystyle V=K^{n}} per A, la qual cosa vol dir que {v, Av, A²v, ..., An−1v} és una base de V. Equivalentment, és tal que V és cíclic com a {\displaystyle K[A]}-mòdul (i {\displaystyle V=K[A]/(p(A))}); hom diu que A és regular.

No tota matriu quadrada és semblant a una matriu acompanyant. Però tota matriu és similar a una matriu construïda amb blocs de matrius acompanyants. És mes, aquestes matrius acompanyants es poden escollir de tal manera que els seus polinomis es divideixin l'un a l'altre; llavors es diu que estan unívocament determinades per A. Aquesta és la forma normal de Frobenius de A.

## Diagonalitzabilitat
Si p(t) té arrels diferents λ1, ..., λn (els valors propis de C(p)), llavors C(p) és diagonalitzable de la següent manera: 
{\displaystyle VC(p)V^{-1}=\operatorname {diag} (\lambda _{1},\dots ,\lambda _{n})}
on V és la matriu de Vandermonde corresponents als valors propis λi.
En aquest cas, les traces de les potències m-simes de C equivalen a les sumes de les mateixes potències m-simes de totes les arrels de p(t),
{\displaystyle \operatorname {tr} C^{m}=\sum _{i=1}^{n}\lambda _{i}^{m}~.}
En general, la matriu acompanyant pot no ser diagonalitzable.

## Recurrències lineals
Donada una recurrència lineal amb polinomi característic
{\displaystyle p(t)=c_{0}+c_{1}t+\cdots +c_{n-1}t^{n-1}+t^{n}\,}
la matriu acompanyant (transposada)
{\displaystyle C^{T}(p)={\begin{bmatrix}0&1&0&\cdots &0\\0&0&1&\cdots &0\\\vdots &\vdots &\vdots &\ddots &\vdots \\0&0&0&\cdots &1\\-c_{0}&-c_{1}&-c_{2}&\cdots &-c_{n-1}\end{bmatrix}}}
genera la recurrència, en el sentit que
{\displaystyle C^{T}{\begin{bmatrix}a_{k}\\a_{k+1}\\\vdots \\a_{k+n-1}\end{bmatrix}}={\begin{bmatrix}a_{k+1}\\a_{k+2}\\\vdots \\a_{k+n}\end{bmatrix}}.}
Incrementa la seqüència en 1 posició.
Per c0 = −1, i tots els altres ci=0, per exemple, p(t)=tn−1, aquesta matriu es redueix a la matriu de decalatge cíclica de Sylvester, o matriu circulant.
El vector (1,t,t², ..., tn-1) és un vector propi d'aquesta matriu pel valor propi t, on t és una arrel del polinomi característic anterior.